# أليكساندر شاربنتييه
أليكساندر شاربنتييه (بالفرنسية: Alexandre Charpentier)‏ هو رسام فرنسي، ولد في 10 يونيو 1856 في باريس في فرنسا، وتوفي في 4 مارس 1909 في نويي-سور-سين في فرنسا.

## روابط خارجية
- أليكساندر شاربنتييه على موقع ميوزك برينز (الإنجليزية)